# Zamenis hohenackeri
Zamenis hohenackeri е вид змия от семейство Смокообразни (Colubridae). Видът не е застрашен от изчезване.

## Разпространение и местообитание
Разпространен е в Азербайджан, Армения, Грузия, Израел, Ирак, Иран, Ливан, Русия, Сирия и Турция.
Обитава гористи местности, планини, възвишения, склонове, градини и долини.

## Описание
Популацията на вида е намаляваща.